# Les 101 Dalmatiens, la série
Les 101 Dalmatiens, la série (101 Dalmatians: The Series) est une série télévisée d'animation américaine en 65 épisodes de 22 minutes, créée par Walt Disney Pictures et Jumbo Pictures d'après le film Les 101 Dalmatiens sorti en 1961 et sur le film Les 101 Dalmatiens (film, 1996), diffusée à partir du 1er septembre 1997 en syndication et du 13 septembre 1997 sur le réseau ABC. La série a pris fin le 4 mars 1998.
Au Québec, la série a été diffusée à partir du 5 septembre 1998 à la Télévision de Radio-Canada, et en France à partir du 1er septembre 1999 sur M6 dans Disney Kid.

## Synopsis
Pongo et Perdita habitent dans une ferme à la campagne loin de Londres avec leurs maîtres Roger et Anita, leur gouvernante Nanny et les 99 chiots dalmatiens. Parmi eux, Lucky, Chipounette et Rolly, toujours en butte aux manigances de Cruella d'Enfer et de ses complices Horace et Jasper, vivent de palpitantes aventures, accompagnés de leur amie Spot, une petite poule adolescente.

## Distribution

### Voix originales
- Pam Segall / Debi Mae West : Lucky
- Kath Soucie : Anita, Rolly, Cadpig (Chipounette)
- Tara Charendoff : Spot
- April Winchell : Cruella De Vil (Cruella d'Enfer)
- David Lander : Horace
- Jeff Bennett : Roger
- Michael McKean : Jasper
- Charlotte Rae : Nanny
- Marla Gibbs : Duchesse
- Pam Dawber : Perdita
- Kevin Schon : Pongo
- Jim Cummings : Effets vocaux
- Frank Welker : Scorch (Squitch), Steven the Alligator

### Voix françaises
- Ludivine Sagnier : Lucky
- Jackie Berger : Rolly, voix additionnelles
- Chantal Macé : Chipounette, et voix additionnelles
- Évelyne Grandjean : Spot, Princesse, et voix additionnelles
- Élisabeth Wiener : Cruella d'Enfer
- Barbara Tissier : Anita, Nanny, Chochotte, Duchesse et Groinfette
- Éric Aubrahn : Roger
- Éric Métayer : Horace, Squitch, Mooch, Gilbert l'Alligator, et voix additionnelles
- Gérard Hernandez : Jasper, le maire Edmond, le Rat, Sydney, le sergent Tibs et voix additionnelles
- Frédérique Tirmont : Perdita
- Guy Chapellier : Pongo
- Pascal Renwick : le Colonel
- Michel Mella : le lieutenant Plouc, voix additionnelles
- Emmanuel Garijo : Trois pattes
- Philippe Dumat : Baron Von Schnickerdoodle dans l'épisode "Quel cirque"
- Dorothée Pousséo : Ivy d'Enfer
- Pierre Baton : Gégène d'Enfer dans l'épisode "Le Village Oublié"

 Source et légende : version française (VF) sur RS Doublage

## Épisodes

### Saison 1
1. Rien ne vaut son chez soi (Home is Where the Bark Is)
2. Comment cacher un éléphant / Les deux rivaux (He Followed Me Home / Love 'Em and Flea 'Em)
3. Obsession / Une longue histoire (Howl Noon/Easy on the Lies)
4. Le duo / Officier et gentil chien (Two for the Show / An Officer and a Gentledog)
5. Rolly et le serpent / Cruella fait la cuisine (Bad to the Bone / Southern Fried Cruella)
6. Chasser le naturel... / Le sale air de la peur (Swine Song / Watch for Falling Idols)
7. Le revers de la médaille / La grande invasion (The High Price of Fame / The Great Cat Invasion)
8. Orient espèces (No Train, No Gain)
9. Rolly papa poule / Un poussin turbulent (Rolly's Egg-Celent Adventure / Wild Chick Chase)
10. La réconciliation / Le meilleur ami du chien (The Dogs of De Vil / Dog's Best Friend)
11. Diabolique Angelo (A Christmas Cruella)
12. Décollage forcé / Un don bidon (Out to Launch / Prophet and Loss)

### Saison 2
1. Un jeu d'enfer / La faim justifie les moyens
2. Un chien en or / Une histoire d'os
3. Un spectacle d'enfer / Mais faites-la taire!
4. Ballon d'oxygène / De fil en aiguille
5. C'qu'on est bien chez soi / La brigade des aboyeurs
6. La véritable Anita
7. Il court, il court, le furet!
8. Nanny fait ses courses / Noblesse oblige
9. Histoire à dormir debout
10. La mare est à tout le monde / A malin, malin et demi
11. Spot vit sa vie / Le concours
12. 101 raisons de garder un secret
13. La rivière bleue / Cruella emménage
14. La campagne électorale
15. Le droit à la différence / Bien mal acquis
16. une aventure d'enfer / la compétition
17. Amoureux transis
18. Le numéro gagnant / Panique au poulailler
19. Coupe Tabac / Sauver le homard
20. Le Masque Et Les Plumes / Soyons Positifs!
21. Les naufragés
22. Mauvais plan
23. Spécimen rare / Quel cauchemar d'être un héros
24. La piqûre de la peur / Rebelle
25. L'île aux 101 trésors / Enfin seuls!
26. La fontaine de jouvence / Du grabuge au poulailler
27. Le parc de Cruella
28. La mascotte / La gourmandise est un vilain défaut
29. Spot détective
30. La dernière séance / Entre la niche et le poulailler.export
31. Les rescapés du blizzard / La chaussure, quel pied!
32. Diabolique Ivy / Douze chiots en colère
33. Chair de poule
34. L'espion aux pattes de métal / Canicule
35. Jeu de chien, jeu de vilain
36. Quel cirque
37. La vie d'un artiste / L'épreuve de Rolly
38. Spot enquête
39. La fraude bienfaitrice de l'année
40. Démon et merveille / un vrai pot de colle
41. L'héritage d'enfer
42. Une employée modèle / Lucky casse-cou
43. Télé tambouille / Lucky et son gri-gri
44. En route pour Hollywood
45. Que le meilleur gagne ! / Pomme, poire et cacahuètes
46. Les 12 travaux de Jasper et Horace
47. Le village oublié
48. Le chien préhistorique / Docteur Chipounette
49. Qui mord dîne / Un vœu qui a du flair
50. Une charmante voisine / Invités-surprise
51. Vacances (part. 1) - Dures sont les chutes
52. Vacances (part. 2) - Enfer et contre tous
53. Vacances (part. 3) - Le triomphe de l'amour

## Production
Plusieurs éléments montrent que cette série s'inspire à la fois du long métrage d'animation de 1961 et du film en prise de vue réelle de 1996. L'apparence des personnages et le fait que Nanny soit une bonne et non la belle-mère de Roger Radcliff sont tirés du dessin animé de 1961. En revanche, dans la série, Roger exerce le métier de programmeur de jeux vidéo, comme dans le film, et non compositeur comme dans le Classique Disney.